# تشاينا فوربس
تشاينا فوربس (بالإنجليزية: China Forbes)‏ هي مغنية مؤلفة وملحنة ومغنية وعازفة جاز وممثلة أمريكية، ولدت في 29 أبريل 1970 في كامبريدج في الولايات المتحدة.

## وصلات خارجية
- الموقع الرسمي
- تشاينا فوربس على موقع IMDb (الإنجليزية)
- تشاينا فوربس على موقع ميوزك برينز (الإنجليزية)
- تشاينا فوربس على موقع أول ميوزيك (الإنجليزية)
- تشاينا فوربس على موقع ديسكوغز (الإنجليزية)